# Rose Nougaret
Rose Nougaret née le 25 avril 1902 à Sète et morte le 29 janvier 1976 à Montpellier, est une nageuse française ayant participé aux Jeux olympiques d'été de 1924 à Paris et recordwoman de France du 50 mètres nage libre.

## Biographie
Originaire du Sud-Ouest, elle y passe son enfance (à Sète ou Narbonne). Elle s'installe à Paris après la Première Guerre mondiale.
Nageuse aux Mouettes de Paris, elle participe à la Traversée de Paris à la nage (1920, 1921 et 1926) à la Traversée de Bordeaux à la nage (1921).
En 1923, aux championnats de France à Arras, elle monte sur le podium du 100 mètres nage libre en 1 min 37 s (3e) et du 400 mètres nage libre en 7 min 47 s 20 (2e).
Malade en 1924, elle n'est sélectionnée aux Jeux olympiques de 1924 à Paris qu'en tant que remplaçante pour le relais 4 × 100 mètres nage libre,.
En 1925 et 1926, le relais des Mouettes de Paris, avec Rose Nougaret, se classe 3e aux championnats de France.
Le 7 mai 1927, elle établit un nouveau record de France du 50 mètres nage libre en 34 s 80 à la piscine Hébert ; sept jours plus tard, tentant d'améliorer son record, elle ne peut que l'égaler.
La même année, elle est à nouveau 3e aux championnats de France à Paris sur 100 mètres nage libre en 1 min 23 s 20 et monte sur la deuxième marche du podium en relais.
En 1931, après avoir pris la médaille de bronze en relais aux championnats de France, elle est sélectionnée avec l'équipe de France pour les championnats d'Europe de natation qui se déroulent à Paris. Elle participe au relais 4 × 100 mètres nage libre qui termine 4e au pied du podium, en 5 min 13 s.
La même année, elle se marie avec un M. Billeter. En novembre 1932, elle est victime d'un accident de la route à Barcelone, avec les nageuses Yvonne Godard et Suzanne Delbort, finalement sans gravité pour elle, contrairement à Yvonne Godard.